# Escudo Bonito
Escudo Bonito (en inglés, Pretty Shield; 1856–1944) fue una curandera de la Nación Crow. Su biografía publicada en 1932 bajo el título Red Mother, quizás el primer relato detallado de la vida de una mujer nativa americana, por Frank B. Linderman, quien la entrevistó en su ancianidad utilizando un intérprete y lenguaje de señas, fue republicada en 2003 por la Universidad de Nebraska con el título Pretty Shield: Medicine Woman of the Crows y un prólogo escrito por su nieta Alma Hogan Snell.

## Biografía
Nacida en 1856, hija de Asesinados en la Noche y Cuñada Loca, Escudo Bonito fue la cuarta de sus once hijos. Su abuelo le dio su nombre cuando tenía cuatro días y fue considerado un nombre de honor, en conmemoración del hermoso escudo de guerra de su abuelo. 
Escudo Bonito tuvo una infancia feliz y más tarde describió los juegos a los que jugaban los niños crow. Pateaban pelotas rellenas de pelo de uapití y se deslizaban por laderas nevadas en trineos hechos con costillas de búfalo. Cuando tenía siete años, fue atacada por un búfalo furioso. Al intentar escapar, se cayó y se clavó un palo en la frente y en un ojo, quedándole una cicatriz permanente. Cuando tenía catorce años, Escudo Bonito y un grupo de sus amigos fueron perseguidos hasta un árbol por una osa grizzly y sus cachorros. Recordó haber mirado a la osa a los ojos durante el resto de su vida. Conocía gente que sabía el lenguaje de señas de los nativos, lo cual es extremadamente raro. Era raro que la gente diera representaciones biográficas de una persona a través del lenguaje de señas, pero más aún a través del lenguaje de señas nativo americano.

"Los días más felices de mi vida los pasé siguiendo las manadas de bisontes por nuestro hermoso país. Mis padres y Se Divisa, mi marido, eran muy amables y éramos muy felices. Luego, cuando nacieron mis hijos, creí que tenía todo lo bueno del mundo. Siempre había muchísimos búfalos, y carne de sobra para todos".

A los dieciséis años, Escudo Bonito se convirtió en la segunda esposa de Se Divisa, cuya primera esposa era la hermana mayor de Escudo Bonito. Dio a luz cuatro niñas y tres niños, pero una niña y un niño murieron aun bebés. Mientras estaba de duelo por sus muertes, tuvo la visión que la llevó a convertirse en curandera. Al igual que otras mujeres crow ante la muerte de sus hijos pequeños, se cortó el pelo y se cortó los brazos, las piernas y la cara para mostrar su sufrimiento, luego vagó sin comida ni agua hasta que su dolor se volvió menos intenso. Se encontró con una mujer que la condujo hasta un hormiguero. Le dijo que rastrillara los bordes y luego pidiera lo que quisiera. Escudo Bonito pidió "buena suerte y una buena vida". Después de eso, las hormigas, "gente pequeña, activa y poderosa", fueron su medicina (amuleto o guía espiritual). 
Como curandera, Escudo Bonito trataba enfermedades con remedios tradicionales y plantas medicinales y a menudo actuaba como consejera. Como era la costumbre, no cobraba ninguna tarifa, sino que recibía regalos, entre ellos tabaco, dientes de alce, pieles de búfalo y comida. 
El clan crow de Escudo Bonito, los Labios Doloridos, había habitado el sureste de Montana durante generaciones. Los Crow estaban regularmente en guerra con las tribus Sioux, Arapahoe, Cheyenne y Pies Negros. La valentía de los crow es evidente en su supervivencia a pesar de ser drásticamente superados en número por las otras tribus nativas contra las que luchaban. 
Después de la muerte de Se Divisa, Escudo Bonito educó y trasmitió sus conocimientos a sus hijas y nueve nietos. Al hablar con Linderman, expresó su tristeza por la desaparición de la cultura crow. Las razones de ello incluían el riesgo de extinción y la caza de demasiados búfalos en Estados Unidos. Ella creía que su gente seguiría a las manadas de búfalos en las llanuras para siempre, como lo habían hecho durante siglos. 

"Todo el país olía a carne podrida. Ni siquiera las flores podían aplacar el mal olor. Teníamos el corazón hecho una piedra. Y, sin embargo, nadie creía, ni siquiera entonces, que el hombre blanco pudiera matar a todos los búfalos. ¡Desde el principio de los tiempos siempre había habido tantos! Ni siquiera los lakota, a pesar de su rencor hacia nosotros, harían algo así; ni los cheyennes, ni los arapahoes, ni los pecunnies; y sin embargo, el hombre blanco lo hacía, incluso cuando no quería la carne".

## Película
- Espíritu nativo y el camino de la danza del sol, documental en DVD de 2007, World Wisdom.